# 1934
1934 (MCMXXXIV) je bilo navadno leto, ki se je po gregorijanskem koledarju začelo na ponedeljek.

## Dogodki
- 20. marec - Heinrich Himmler postane vrhovni poveljnik nemške policije.
- 25. marec - na novi stometrski skakalnici v Planici - Bloudkovi velikanki - je prvo tekmovanje v smučarskih skokih.
- 14. april - »črna nedelja« - vrhunec pojava Dust Bowl; peščeni viharji besnijo po osrednjem delu ZDA in odnašajo rodovitno prst.
- 10. junij - v finalu Svetovnega prvenstva v nogometu italijanska nogometna reprezentanca premaga češkoslovaško in postane svetovni prvak.
- 30. junij - Noč dolgih nožev - Hitlerjevi privrženci »očistijo« SA.
- 22. julij - ameriški gangster John Dillinger je ubit v spopadu z agenti FBI v Chicagu.
- 2. avgust - Adolf Hitler postane nemški führer
- 18. september - ZSSR izstopi iz Društva narodov.
- 9. oktober - jugoslovanski kralj Aleksander I. Karađorđević in francoski zunanji minister Louis Barthou sta smrtno ranjena v atentatu med kraljevim obiskom v Marseillu.
- 27. december - Perzija se preimenuje v Iran.

## Rojstva
- 11. februar - John Surtees, britanski motociklistični in avtomobilistični dirkač († 2017)
- 12. februar - Saša Vegri, slovenska pisateljica († 2010)
- 4. marec - Janez Strnad, slovenski fizik, popularizator naravoslovja († 2015)
- 9. marec - Jurij Aleksejevič Gagarin, ruski kozmonavt († 1968)
- 18. marec - Charley Pride, ameriški pevec in kitarist († 2020)
- 31. marec - Richard Chamberlain, ameriški igralec in pevec († 2025)
- 3. maj - Georges Moustaki, grško-francoski pevec in tekstopisec († 2013)
- 4. junij - Lučka Kralj Jerman, slovenska dirigentka in glasbena pedagoginja
- 7. julij - Vinko Globokar, slovenski pozavnist, skladatelj in dirigent
- 10. september - James Oberstar, ameriški kongresnik slovenskega rodu († 2014)
- 21. september - Leonard Cohen, kanadski pevec, pesnik in pisatelj († 2016)
- 23. september - Franc Rode, slovenski duhovnik, kardinal
- 28. september - Brigitte Bardot, francoski fotomodel, filmska igralka in pevka
- 13. oktober - Nana Mouskouri, grška pevka in političarka
- 31. oktober - Princesa Margareta Švedska
- 9. november - Carl Sagan, ameriški astronom, eksobiolog († 1996)
- 9. december - Judi Dench, ameriška igralka
- 24. december - Stjepan Mesić, hrvaški politik
- 30. december - John Norris Bahcall, ameriški astronom, astrofizik († 2005)

## Smrti
- 13. februar - Jožef Pustaj, slovenski pisatelj, pesnik, novinar in učitelj (* 1864)
- 2. maj - Sergej Vasiljevič Lebedjev, ruski kemik (* 1874)
- 11. junij - Lev Semjonovič Vigotski, ruski psiholog (* 1896)
- 4. julij - Marie Skłodowska-Curie, poljsko-francoska fizičarka in kemičarka, dvakratna nobelovka (* 1867)
- 8. julij - Édouard Benjamin Baillaud, francoski astronom (* 1848)
- 26. julij - Rudolf Maister, slovenski general in pesnik (* 1874)
- 2. avgust - Paul von Hindenburg, nemški maršal, plemič in politik (* 1847)
- 9. oktober - Aleksander I. Karađorđević, jugoslovanski kralj (* 1888)
- 17. oktober - Santiago Ramón y Cajal, španski histolog in zdravnik (* 1852)
- 20. november - Willem de Sitter, nizozemski astronom, kozmolog (* 1872)

## Nobelove nagrade
- Fizika - ni bila podeljena
- Kemija - Harold Clayton Urey
- Fiziologija ali medicina - George Hoyt Whipple, George Richards Minot in William Parry Murphy
- Književnost - Luigi Pirandello
- Mir - Arthur Henderson